# Gymnomitrion laceratum
Gymnomitrion laceratum là một loài Rêu trong họ Gymnomitriaceae. Loài này được (Stephani) Horik. mô tả khoa học đầu tiên năm 1943.